# Oreocnide kwangsiensis
Oreocnide kwangsiensis är en nässelväxtart som beskrevs av Hand.-mazz.. Oreocnide kwangsiensis ingår i släktet Oreocnide och familjen nässelväxter. Inga underarter finns listade i Catalogue of Life.